# Bicaubittacus yangi
Bicaubittacus yangi är en näbbsländeart som beskrevs av Tan och Hua 2009. Bicaubittacus yangi ingår i släktet Bicaubittacus och familjen styltsländor. Inga underarter finns listade i Catalogue of Life.